# Alexander Toradze

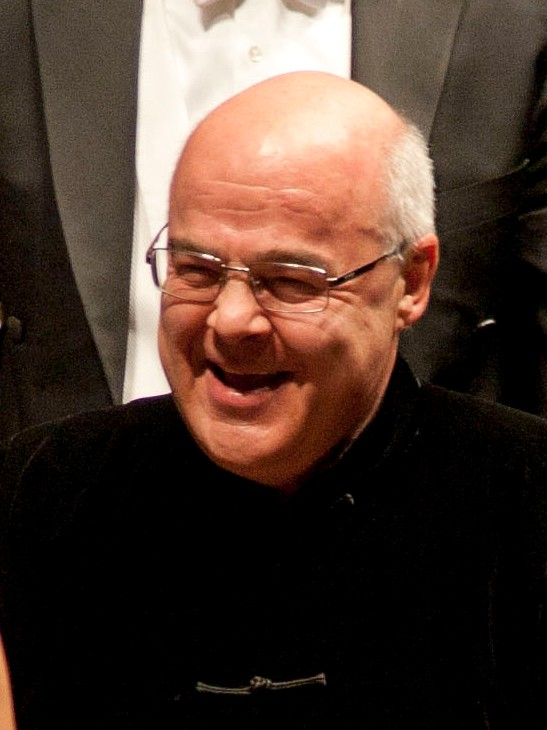
Alexander Toradze nel 2014.

Alexander Toradze (Tbilisi, 30 maggio 1952 – South Bend, 11 maggio 2022) è stato un pianista georgiano.

## Biografia
Nato a Tbilisi (allora nell'Unione Sovietica), si è diplomato presso il Conservatorio Čajkovskij di Mosca. Affermatosi presto in vari concorsi internazionali, tra cui una silver medal nel Concorso pianistico internazionale Van Cliburn nel 1977, ha intrapreso una rilevante carriera di concertista.  Nel 1983, durante una tournée con l'Orchestra Sinfonica del Teatro Bolshoi di Mosca, ha chiesto asilo all'ambasciata americana in Spagna e successivamente si è trasferito negli Stati Uniti. Nel 1991 ha ottenuto una cattedra di pianoforte presso l'Indiana University South Bend, dove ha costituito una rinomata scuola pianistica, il Toradze Piano Studio.
Concertista molto attivo, ha suonato con le più prestigiose orchestre del mondo, tra cui i Berliner Philharmoniker, l'Orchestra filarmonica di San Pietroburgo, la Filarmonica della Scala, la Philharmonia Orchestra, la London Symphony Orchestra, la  London Philharmonic Orchestra, l'orchestra del Maggio Musicale Fiorentino, l'Orchestra della Radio Bavarese, l'Orchestre National de France, la City of Birmingham Symphony, l'Orchestra del Teatro Kirov; ha collaborato con importanti direttori, come Vladimir Ashkenazy, Charles Dutoit, Yuri Temirkanov, Valery Gergiev, Seiji Ozawa, Vladimir Jurovski, Kurt Masur, Simon Rattle, Mstislav Rostropovich, Esa Pekka Salonen e tanti altri, nelle maggiori sale da concerto del mondo.
Pianista dotato di vigoroso virtuosismo, è stato uno specialista del repertorio russo, apprezzato interprete di Sergej Prokof'ev (di cui ha inciso i cinque concerti per pianoforte e orchestra diretto da Valery Gergiev, con cui ha stretto un lungo sodalizio), Sergej Rachmaninov, Igor' Fëdorovič Stravinskij, Čajkovskij, Modest Mussorgskij, Dmitrij Šostakovič, Alexander Scriabin. Ha inciso anche musica di Maurice Ravel (Gaspard de la nuit, Miroirs) e ha in repertorio i concerti per pianoforte e orchestra di Béla Bartók.